# Gerber Legendary Blades
Gerber Legendary Blades, Inc. ist ein Hersteller von Messern, Multitools und Outdoorausrüstungsgegenständen aus Tigard in Oregon (USA).
Das Unternehmen wurde 1939 von dem Werbefachmann Joseph Gerber gegründet. Seit 1987 gehört Gerber zum finnischen Fiskars-Konzern. Im Jahre 2003 beschäftigte Gerber Legendary Blades rund 300 Mitarbeiter und hatte einen Umsatz von 100 Millionen Dollar. Das Unternehmen ist damit einer der führenden Anbieter von Multitools in den USA.
Neben Messern und Multitools stellt Gerber auch LED-Lampen und Trinkrucksacksysteme sowie Äxte und Spaten her.

## Bildergalerie

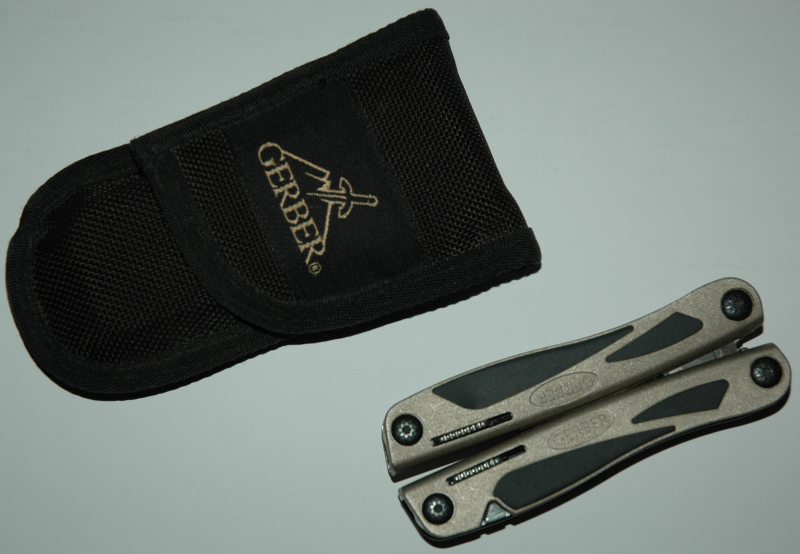
Gerber Multitool Legend Multi-Plier 800
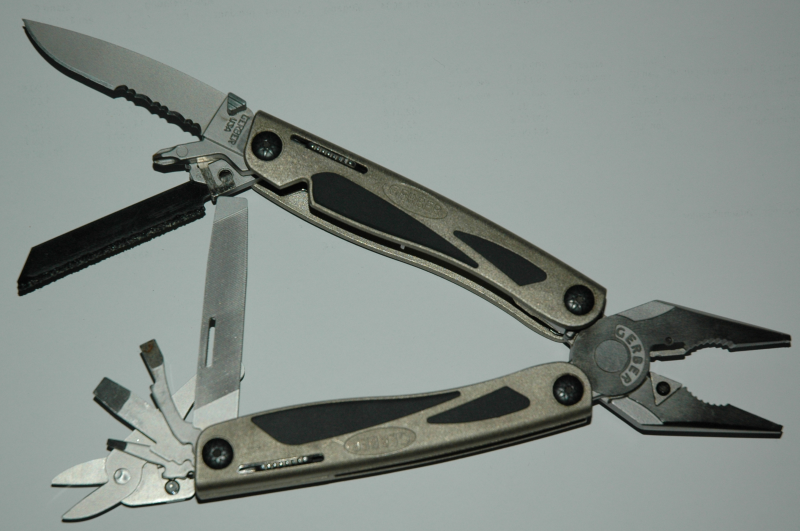
Gerber Multitool Legend Multi-Plier 800 (geöffnet)
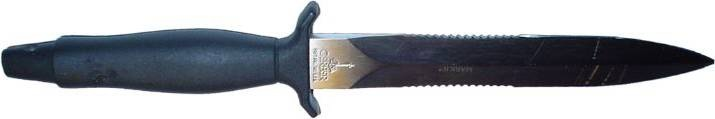
Gerber Mark II (Kampfmesser von 1966)
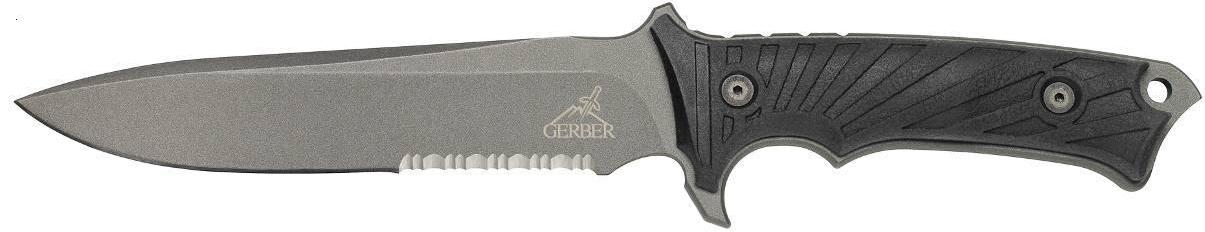
Gerber LHR Combat Knife2
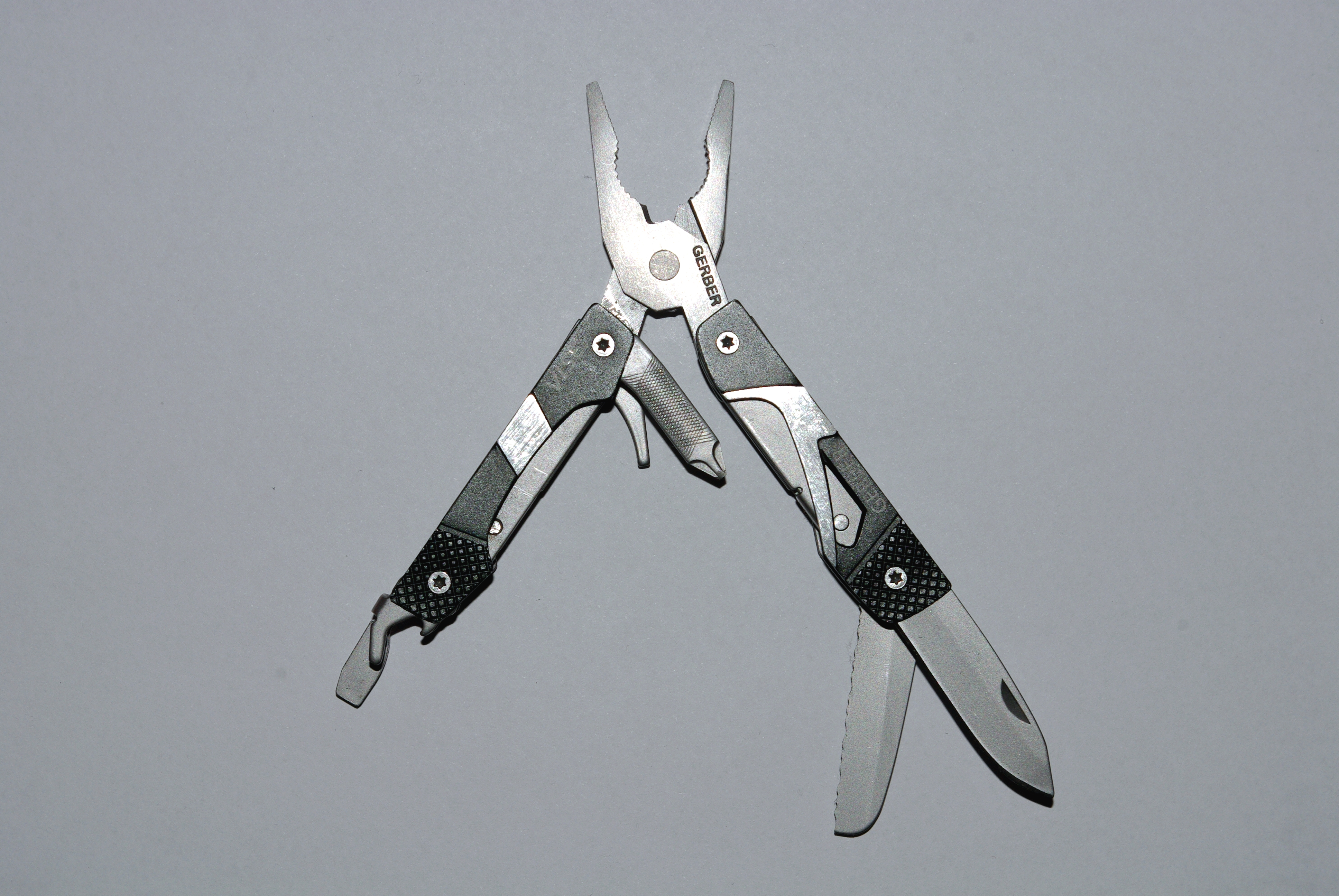
Gerber Vise